# 梭子蟹科
梭子蟹科（学名：Portunidae）又名蝤蛑科、蠘、蠘仔（闽南语），是短尾次目梭子蟹總科的其中一科，其下有6個亞科35屬300種。它包括了不少常見海岸蟹的品種，例如：蟳、青蟹、金門蟹等。

## 特徵

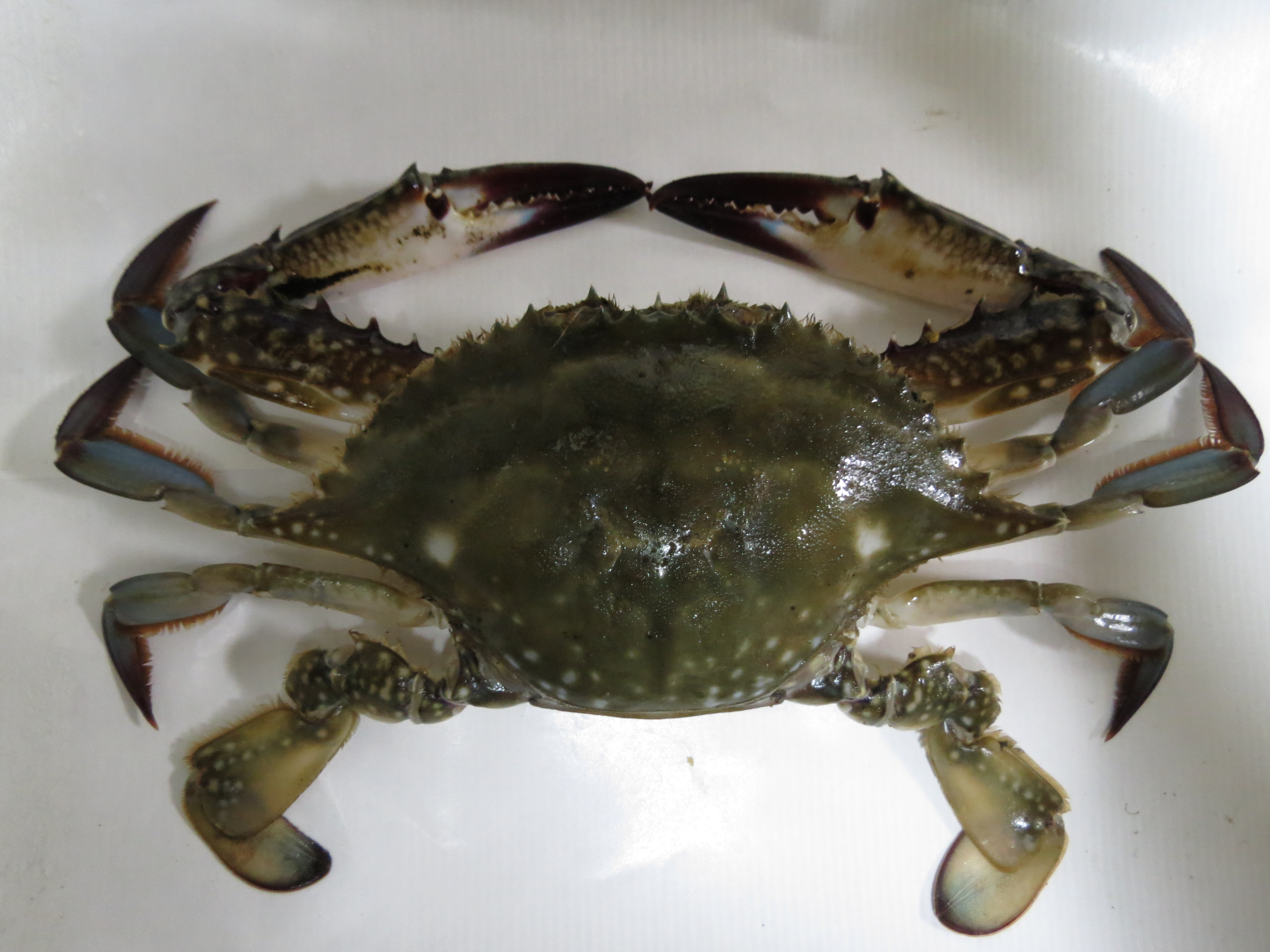
三疣梭子蟹 Portunus trituberculatus ♀

梭子蟹科的生長區域很廣泛：在太平洋、大西洋及印度洋的大陸棚或深海裡都有發現，最深的可達二千米深之水底，不過一般都在沿岸或大陸棚生活；海域從溫帶到熱帶都有，但以亞熱帶水域為主。梭子蟹科在海裡生活的，有在沙泥生活的，亦有在岩礁生活的，一般都不能離開水；但在近岸生活的，特別是在紅樹林、河口等地生活的（例如：紅蟳），有些種類即使長時間離開水，亦異常生猛。梭子蟹科的成員大多數都是掠食性動物，螯足較步足粗壯，具有強勁的鉗指，一般都以較體型細小的貝殼類動物為食糧。
梭子蟹總科屬於異孔派，雄性生殖孔位於第四步足底節，雌性生殖孔位於第八胸節。

## 分類
梭子蟹科有以下有6個亞科35屬300種
- 梭子蟹亞科（Portuninae，3屬18種[6]）
  - 美青蟹屬（Callinectes，又名優游蟹屬[4]）
  - 狼牙蟹屬 (Lupocyclus)
  - 梭子蟹屬 (Portunus)：常見品種有遠海梭子蟹 (Portunus pelagicus)、紅星梭子蟹 (Portunus sanguinolentus)、三疣梭子蟹 (Portunus trituberculatus)
  - 青蟹屬/青蟳屬 (Scylla)，常見品種有鋸緣青蟳/鋸緣青蟹（Scylla serrata)
- 尖指蟹亞科 (Caphyrinae)
  - 尖指蟹屬 (Caphyrus)
  - 光背蟹屬 (Lissocarcinus)
- 鈍額蟹亞科 (Carupinae)
  - 鈍額蟹屬 (Carupa)
  - 鏡蟹屬 (Catoptrus)
  - 突顎蟹屬 (Libystes)
- 長眼蟹亞科 (Podophthalminae)
  - 長眼蟹屬 (Podophthalmus)
- 短槳蟹亞科 (Thalamitinae)
  - 蟳屬 (Charybdis)，常見品種有鏽斑蟳 (Charybdis feriatus)、善泳蟳 (Charybdis natator)
  - 短槳蟹屬 (Thalamita)
- 大蟾蟹亞科(Macropipinae)
  - 圓趾蟹屬(Ovalipes)，常見品種有細點圓趾蟹 (Ovalipes punctatus)
  - 板梭蟹屬(Parathranites)
  - 大蟾蟹屬(Macropipus)
- 分類不明
  - Arenaeus
  - Bathynectes
  - Coelocarcinus
  - Cronius
  - Euphylax
  - Goniosupradens
  - Laleonectes
  - Liocarcinus
  - Portumnus
  - Raymanninus
  - Thalamitoides

## 常見品種

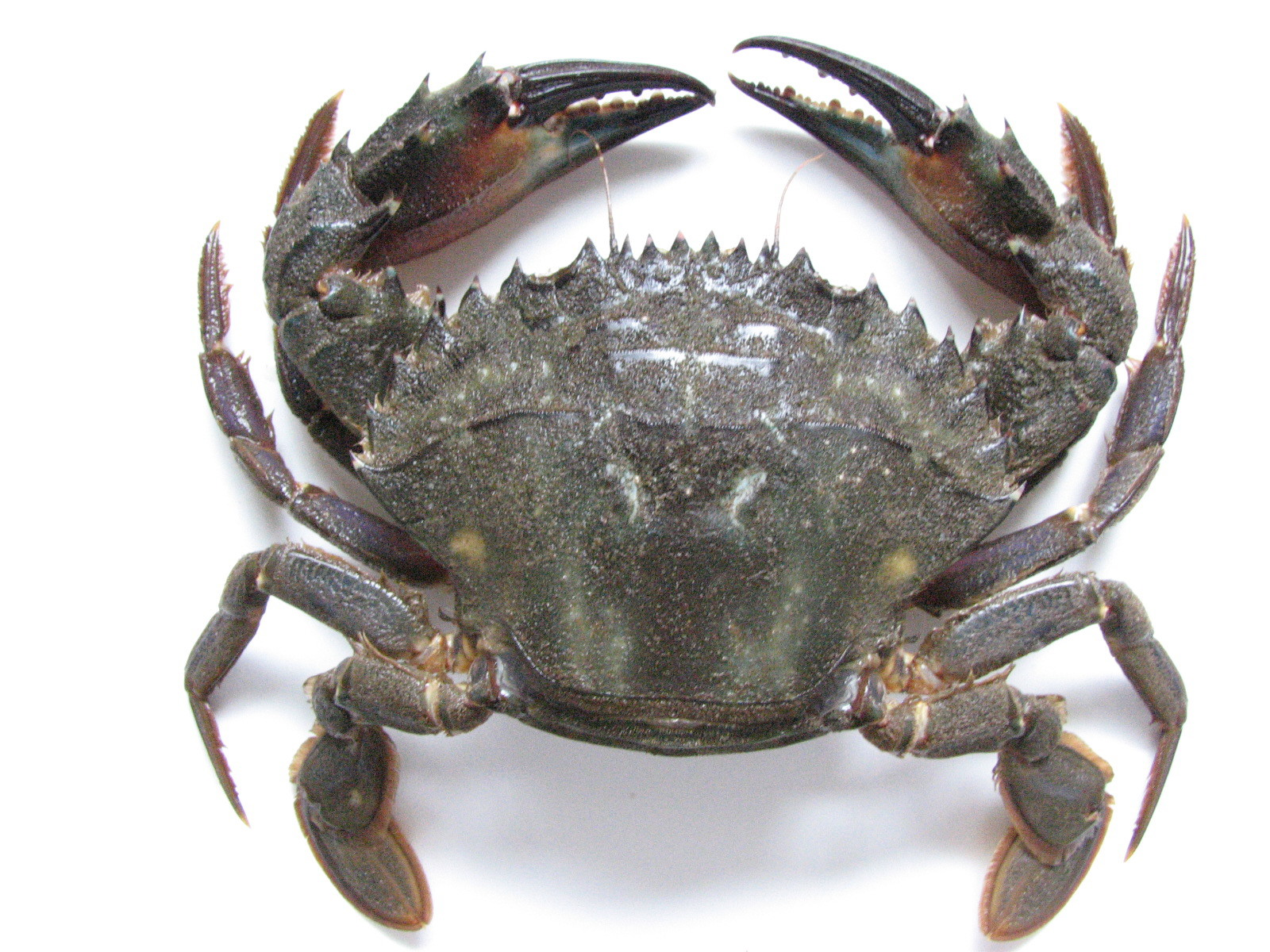
日本蟳 Charybdis japonica ♀

- 锈斑蟳 (Charybdis feriatus)，俗稱花蟹、火燒公、十字蟹、花蠘仔(花市仔)
- 日本蟳 ( Charybdis japonica)
- 晶瑩蟳 ( Charybdis lucifera)
- 善泳蟳 (Charybdis natator)，俗稱石蟳
- 達氏短槳蟹 (Thalamita danae)
- 底棲短槳蟹 (Thalamita prymna)
- 遠海梭子蟹 (Portunus pelagicus)，俗稱蠘仔(市仔)、花跤蠘仔(花腳市仔)、沙蟹
- 紅星梭子蟹 (Portunus sanguinolentus)，俗稱紅點泳蟹、三點蟹、三點蠘仔(三點市仔)
- 三疣梭子蟹 (Portunus trituberculatus)，又名三齒梭子蟹，俗稱蠘仔(市仔)、金門蠘仔(金門市仔)
- 鋸緣青蟳/鋸緣青蟹（Scylla serrata)，俗稱青蟹、青蟳、泥蟹、紅樹林蟹（英语：mangrove crab）、沙公或肉蟹
- 細點圓趾蟹 (Ovalipes punctatus)，俗稱花腳市仔、牛腳蹄、牛蹄蟹、基隆黃金蟹

## 備註
1. ↑  “蝤蛑”：拼音 yóu móu 或 jiū móu，注音 ㄧㄡˊ　ㄇㄡˊ 或 ㄐㄧㄡ ㄇㄡˊ，南京音 ziou1mou2。

## 外部連結
- 漁農自然護理署：香港物種：香港紅樹林的動物 （页面存档备份，存于）
- 明亮自然小天地：海岸生物：螃蟹：梭子蟹科[永久]